# Bảo tàng Quân đoàn 2 (Việt Nam)
Bảo tàng Binh đoàn Hương Giang  trực thuộc Cục Chính trị, Quân đoàn 2, Quân đội nhân dân Việt Nam thuộc loại hình lịch sử quân sự, có nhiệm vụ nghiên cứu, sưu tầm, kiểm kê, trưng bày, tuyên truyền giới thiệu các tài liệu, hiện vật có giá trị lịch sử, văn hoá, khoa học, phản ánh quá trình xây dựng, chiến đấu, trưởng thành của binh đoàn trong sự nghiệp giải phóng dân tộc, thống nhất đất nước, xây dựng và bảo vệ Tổ quốc.

## Khái quát trưng bày
1. Phòng khánh tiết: Giới thiệu những chặng đường chiến đấu của binh đoàn Hương Giang và sự quan tâm của Đảng, Nhà nước, Quân đội với binh đoàn;
2. Binh đoàn Hương Giang ra đời và những thắng lợi đầu tiên, năm 1974;
3. Chiến công của Binh đoàn trong chiến dịch Tây Nguyên, Huế - Đà Nẵng và hành quân thần tốc tham gia chiến dịch Hồ Chí Minh, năm 1975;
4. Binh đoàn Hương Giang tham gia giải phóng các tỉnh duyên hải miền Trung và chiến dịch Hồ Chí Minh lịch sử, năm 1975;
5. Binh đoàn Hương Giang làm nhiệm vụ quốc tế giúp bạn Lào, Campuchia;
6. Binh đoàn Hương Giang trong sự nghiệp xây dựng và bảo vệ Tổ quốc (1975 đến nay).